# Enueg
L'enuig, enueg ou enuech (eˈnɥitʃ, complainte, peine) est un genre de poésie lyrique provençale, pratiqué par les troubadours. Assez similaire aux sirventès des ménestrels de la langue d'oïl, l'enuig constitue généralement une litanie de plaintes, liées entre elles par leur sujet ou leur lieu. Le terme « enuig » apparaît du coup fréquemment dans le texte de ces œuvres. Pierre de Vic est considéré comme le premier maître de l'enuig.
Raymond Hill définit l'enueg comme « l'énumération d'une série de plaies, dans un style épigrammatique ». Il considère que le genre est continué à la fin de l'époque médiévale au travers de la littérature catalane, la littérature italienne, la littérature française et la Littérature galico-portugaise (en). Ernest Wilkins considère quant à lui que le Sonnet 66 de William Shakespeare serait un exemple d'enuig de langue anglaise, citant également un exemple chez Pétrarque. Richard Levin considère le poème anonyme anglais Whear giltles men ar greuously opreste comme un enuig.

## Sources
- Chambers, Frank M. An Introduction to Old Provençal Versification. Diane, 1985.  (ISBN 0-87169-167-1).
- Levin, Richard. "A Second English Enueg", Philological Quarterly, 53:3 (1974:Summer), pp. 428–30.
- Wilkins, Ernest. "The Enueg in Petrarch and Shakespear", MP, 13 (1915), pp. 495–6.